# 666.667 Club
666.667 Club — це альбом французького рок гурту Noir Désir. Вийшов у Франції та інших країнах Європи 17 грудня 1996 року. 17 вересня 1997 року альбом став двічі платиновим у Франції , що на той час означало продажі понад 600 000 примірників. Французьке видання журналу Rolling Stone назвало цей альбом 12-м найбільшим французьким рок-альбомом (зі 100). 

## Композиції
- Усі пісні, написані Бертраном Кантатом і Noir Désir, за винятком зазначених.

1. 666.667 Club	(3:41)
2. Fin De Siècle	(5:34)
3. Un Jour En France (3:13)
4. À Ton Étoile (4:27)
5. Ernestine (4:42)
6. Comme Elle Vient (2:25)
7. Prayer For A Wanker	(3:09)
8. Les Persiennes (4:09)
9. L'Homme Pressé (3:46)
10. Lazy	(5:34)
11. À La Longue	(4:27)
12. Septembre, En Attendant (2:36)
13. Song For JLP	(2:29)

- Примітка: хоча більша частина альбому заснована на електрогітарі, і її можна легко класифікувати як рок, останній трек, Song for JLP, містить Cantat з акустичною гітарою, без супроводу інших інструментів, співаючи рок і блюз. стилі.

## Персоналії

### Noir Désir
- Бертран Кантат: вокал, гітара, гармоніка, перкусія
- Серж Тейссот-Гей: гітара, орган
- Жан-Поль Рой: бас (доріжки 1-11 і 13)
- Денис Барт: барабани, перкусія, бек-вокал

### Додатковий персоналії
- Alain Perrier, Les Elèves De L'Ecole Nationale De Musique Et De Danse Des Landes, Patrice Labèque, Thierry Duvigneau: бек-вокал
- Фредерік Відаленк: Бас на треку 12
- Akosh Szelevényi: саксофон, калімба, гобой, бас-кларнет, тибетські дзвони
- Лайко Фелікс: Скрипка
- Продюсери: Тед Ніслі та Нуар Дезір.

## Сертифікати
| Регіон                                                                                          | Сертифікація  | Продажі  |
| ----------------------------------------------------------------------------------------------- | ------------- | -------- |
| Франція (SNEP)                                                                                  | 2× Платиновий | 600 000* |
| Швейцарія (IFPI Switzerland)                                                                    | Золотий       | 25 000^  |
| *продажі, що базуються лише на сертифікаціях ^відвантаження, що базуються лише на сертифікаціях |               |          |